# Herman's Hermits
Gli Herman's Hermits sono stati un gruppo musicale britannico in auge negli anni sessanta.

## Storia
Specializzata nella musica beat, nel pop e nel rock and roll, la band si era formata a Manchester nel 1964.
Nel 1965 il singolo Mrs. Brown, You've Got a Lovely Daughter raggiunge la prima posizione nella Billboard Hot 100 per tre settimane ed in Canada ed il singolo I'm Henry VIII, I Am riporta il gruppo in prima posizione nella Billboard Hot 100.
Hanno fatto parte della cosiddetta british invasion e si sciolsero una prima volta nel 1967, per tornare a suonare insieme nel 1970. Soltanto un anno dopo si sciolsero definitivamente.
Il loro più grande singolo di successo è stato il brano I'm Into Something Good (scritta da Gerry Goffin e Carole King) che nel 1964 raggiunse la prima posizione nelle classifiche di vendita in Gran Bretagna. Ottenne molto successo anche in altri paesi fu inserito nella colonna sonora del film Una pallottola spuntata.
Il cantante Peter Noone (Herman) era anche un grande amico del cantante John Lennon dei The Beatles.

## Formazione originale
- Peter Noone (1947, voci, chitarra, tastiera)
- Karl Green (1947, voci, basso)
- Keith Hopwood (1946, voci, chitarra)
- Derek Leckenby (1945-1994, voci, chitarra)
- Barry Whitwam (1946, batteria)

## Discografia

### Album

#### Album in studio
- 1965 - Herman's Hermits (EMI/Columbia 33SX 1727)
- 1965 - Herman's Hermits on Tour
- 1966 - Hold On!
- 1966 - When the Boys Meet the Girls (Original Soundtrack) (MGM C/CS-8006)
- 1966 - Both Sides of Herman's Hermits (EMI/Columbia SX 6084)
- 1967 - There's a Kind of Hush All over the World (EMI/Columbia SX/SCX 6174)
- 1967 - Blaze
- 1968 - Mrs. Brown, You've Got a Lovely Daughter (EMI/Columbia SX/SCX 6303)

#### Raccolte
- The Best of Herman's Hermits (1969), EMI/Columbia SX 6332
- The Most of Herman's Hermits (1971), EMI/Music For Pleasure MFP 5216
- The Most of Herman's Hermits Volume 2 (1972), EMI/Music For Pleasure MFP 50008
- Herman's Hermits' Greatest Hits (1977), K-Tel NE 1001
- The Very Best of Herman's Hermits (1984), EMI/Music For Pleasure MFP 41 5685 1

### Singoli
- 1964 - Can't You Hear My Heartbeat/I Know Why
- 1964 - Show Me Girl/I Know Why